# العلاقات بين الكرسي الرسولي وميانمار
العلاقات بين الكرسي الرسولي وميانمار تشير إلى العلاقات الثنائية بين الكرسي الرسولي الذي يتمتع بالسيادة على مدينة الفاتيكان وميانمار المعروفة أيضًا باسم بورما. اعتبارًا من أغسطس 2017 يعد رئيس الأساقفة بول تشانج إن-نام أول سفير رسولي إلى ميانمار، في حين أن سان لوين هو سفير ميانمار لدى الكرسي الرسولي.

## التاريخ
من عام 1990 إلى عام 2017 كان لدى الكرسي الرسولي مندوبين رسوليين كانوا ممثلين للكرسي الرسولي لدى كاثوليك ميانمار، لكن ليسوا ممثلين رسميين في الحكومة. في مارس 2017 وافق برلمان ميانمار على اقتراح قدمه الكرسي الرسولي في فبراير من نفس العام لإقامة علاقات دبلوماسية. أعلنت ميانمار والكرسي الرسولي في مايو 2017 أنهما سيقيمان علاقات دبلوماسية رسمية. جاء هذا الإعلان بعد اجتماع بين البابا فرنسيس وأون سان سو تشي في الفاتيكان. كانت هذه هي الزيارة الثانية لزعيم ميانمار إلى البابا فرانسيس بعد الزيارة الأولى لها في عام 2013. وبذلك أصبحت ميانمار الدولة رقم 183 التي تقيم علاقات دبلوماسية مع الكرسي الرسولي.

## زيارة البابا
أصبح البابا فرانسيس أول بابا يزور ميانمار في نوفمبر 2017، بعد أن تلقى دعوة شخصية من رئيس ميانمار هتين كياو.